# 良性前列腺增生症
良性前列腺增生症（英語：Benign Prostatic Hyperplasia，BPH）俗称前列腺肥大症或攝護腺肥大，以前列腺中叶增生为实质改变而引起的一组症候群，良性前列腺增生症是屬於男性常见的疾病。

## 症狀
良性前列腺增生症起病隐匿而缓慢，多数患者无法回忆出确切起病时间；常因急性尿潴留，明显尿流变慢等原因就诊时，方明确诊断；或常规体格检查时发现前列腺增生。常見症狀可分為兩大類：阻塞性症狀：如尿流細小、解不乾淨、排尿後段滴瀝、尿柱斷續、需用力方能解尿等；刺激性症狀：包括頻尿（排尿後不到兩小時又想尿）、尿急（尿意強烈，甚至憋不住）、夜尿等。

## 併發症
由於排尿常排不乾淨，容易併發細菌性膀胱炎、膀胱結石(bladder stone)、尿瀦留等，嚴重者會導致腎積水（hydronephrosis）乃至腎功能不全。此外因前列腺體增大，其血流量也相對增加，患者可能出現無痛性血尿。

## 檢查
經肛門指診（digital rectal examination）是醫師用手指經由肛門觸診前列腺，可得知約略大小、有無硬塊或膿瘍等病灶。同時可利用前列腺按摩取得前列腺按出液供醫師進一步檢驗。
前列腺特異抗原是前列腺組織特有的一種蛋白質，女性體內無此物質，男性血液中的前列腺特異抗原正常值不高於每毫升4奈克，若前列腺發炎或有癌病變時，其數值可能會升高，因此可用於篩檢前列腺癌。
良性前列腺增生症患者前列腺体积与最大尿流率改变不成正比。尿流率下降与前列腺上下径无关，和前列腺计算值，即：“前列腺前后径的平方与前列腺横径的比值”，关系密切。使用B型超声线阵探头经腹壁测定前列腺前后径和前列腺横径，以毫米为单位时的数值填入前列腺计算值计算公式，当计算值大于24.5时；最大尿流率大多不正常。
經直腸超音波（TRUS, transrectal ultrasound）能精確測定前列腺長、寬、深和體積等參數，對於異常的病灶可用管針切片法（core needle biopsy）切取組織供病理檢查。

## 治療
症狀輕微、不影響生活者，不需積極治療，只要注意水分攝取、避免憋尿即可。若造成生活上的困擾，如頻尿、夜尿多次影響睡眠者，可用口服藥治療。病情嚴重者可能需手術治療。
藥物治療中第一線以α阻斷劑（alpha blocker）為主，如特拉唑嗪(特若辛)、多沙唑嗪(多薩坐辛)等。前列腺體積較大者可服用5α還原酶製劑如：非那雄胺（finasteride）、度他雄胺（dutasteride）等，使前列腺體積縮小。
手術治療中最具代表性的方法是經尿道前列腺切除術（TURP），此法從1960年代後期就成為前列腺最主要的手術方法。另外也可以從腹部或會陰部切口開刀切除前列腺。其他選擇還有用激光或微波破壞前列腺組織，以改善尿流。

## 延伸閱讀
- Christensen, Tyler L.; Andriole, Gerald L. . Consultant. February 2009, 49 (2): 115–22  [2014-12-24]. （原始内容存档于2012-07-23）.
- Roy Johnson, Self-Catheter for Men

## 外部連結
- Extrinsic Compression by Prostate